# 史官 (嘉靖癸丑進士)
史官（？—？），字懋德，號一泉，河南河南衛人，官籍，明朝政治人物。同進士出身。

## 生平
嘉靖二十八年（1549年）己酉科河南鄉試第六十一名舉人。嘉靖三十二年（1553年）中式癸丑科會試第三百二十六名，三甲第二百三十四名進士。户部观政，授山东馆陶知县，三十六年八月考选，授广东道試御史，三十七年二月實授，三十九年巡按山东。历官鳳翔府、饶州府二知府，所在有惠政。

## 家族
曾祖史源；祖父史林；父史文貴，母李氏。